# Cratere Losy
Losy è un cratere sulla superficie di Callisto.